# Кохановка (Львовская область)
Кохановка (укр. Коханівка) — село в Яворовской городской общине Яворовского района Львовской области Украины.
Население по переписи 2001 года составляло 532 человека. Занимает площадь 0,914 км². Почтовый индекс — 81006. Телефонный код — 3259.

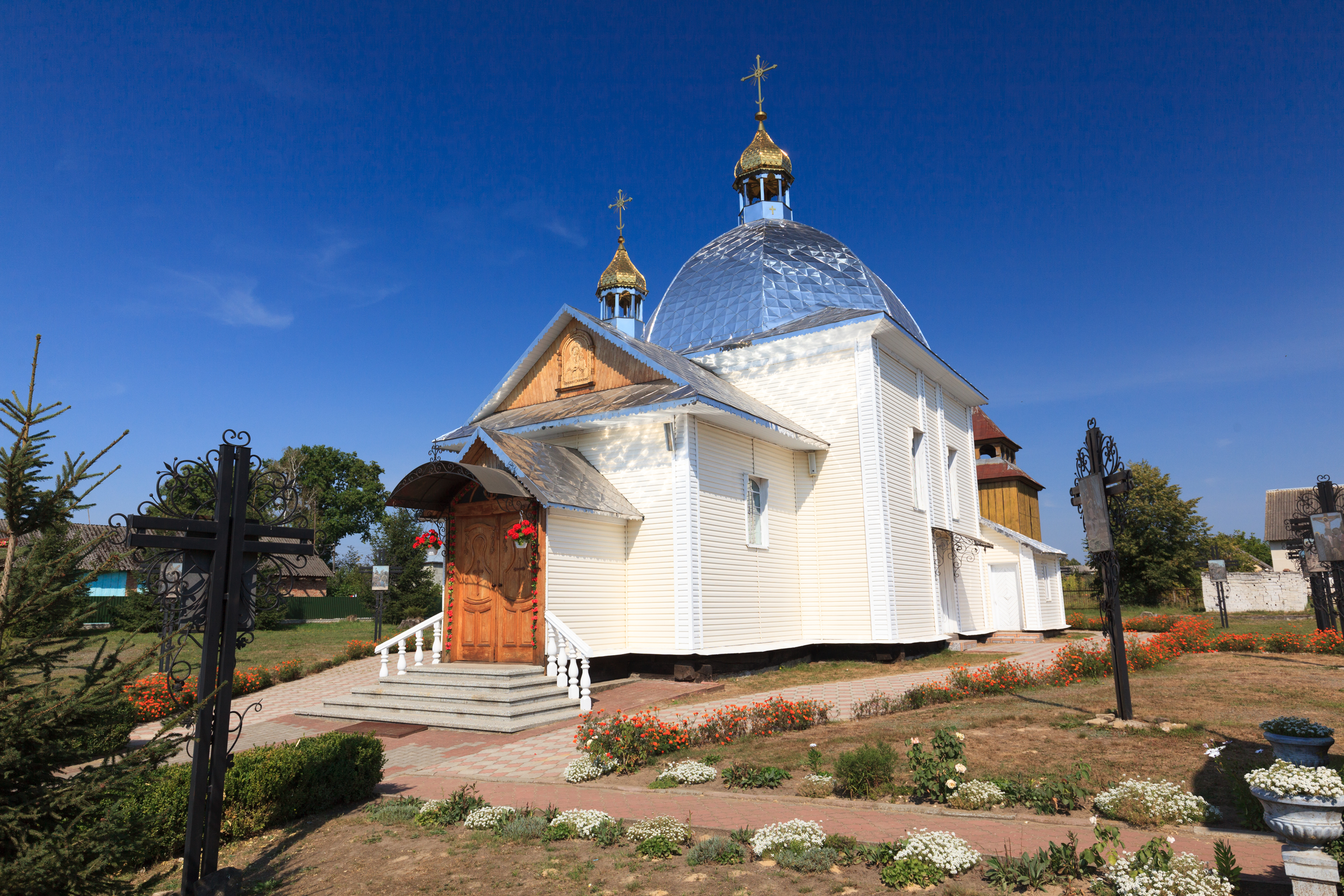